# Burg Holzkirch
Die Burg Holzkirch, auch Burg Hag genannt, ist eine abgegangene Höhenburg auf 573 m ü. NN im Höfentäle nahe Breitingen bei der Gemeinde Holzkirch im Alb-Donau-Kreis in Baden-Württemberg.
Die Burg wurde im 14. Jahrhundert zerstört. Als ehemalige Besitzer werden die Herren von Bernstadt genannt. Von der ehemaligen Burganlage ist nichts erhalten.
Im nordwestlichen Teil der Burg Hag, auch Hägle genannt, wurde später ein heute noch vorhandener Schießstand angelegt.